# Oldsmobile Aurora
Oldsmobile Aurora – samochód osobowy klasy luksusowej produkowany pod amerykańską marką Oldsmobile w latach 1994–2003.

## Pierwsza generacja

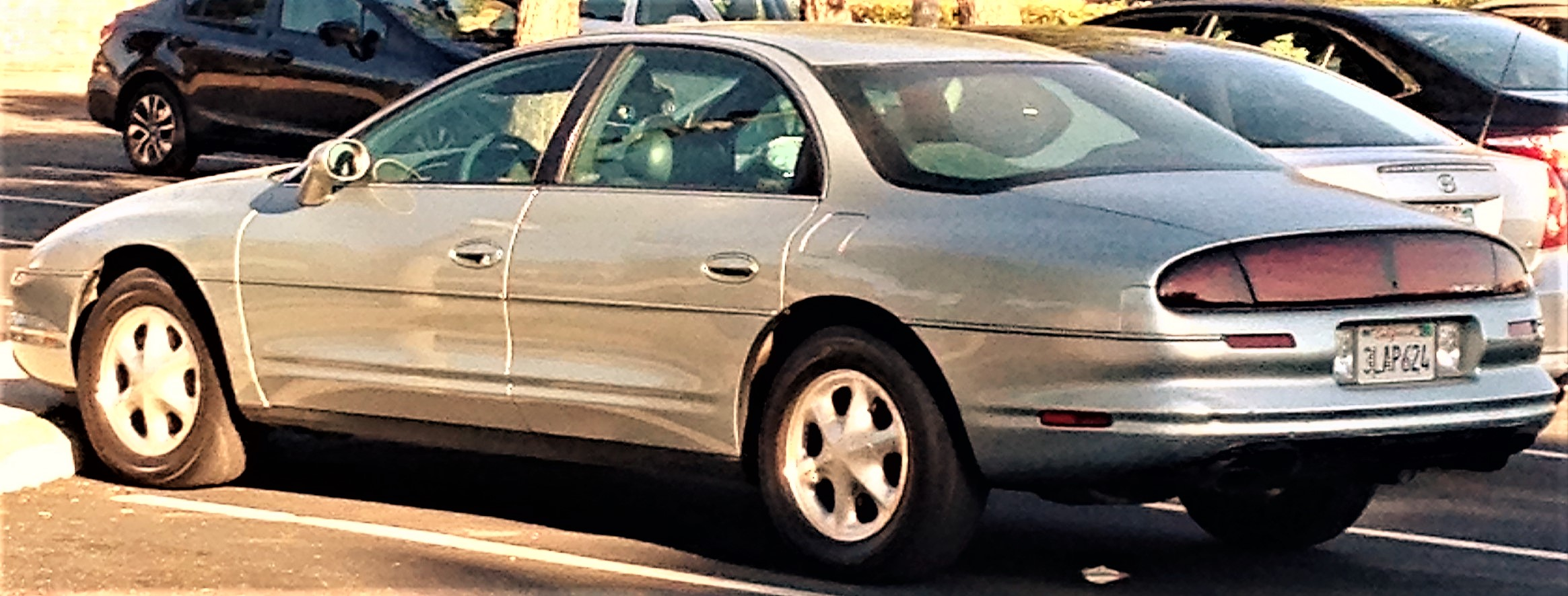
Oldsmobile Aurora I – tył

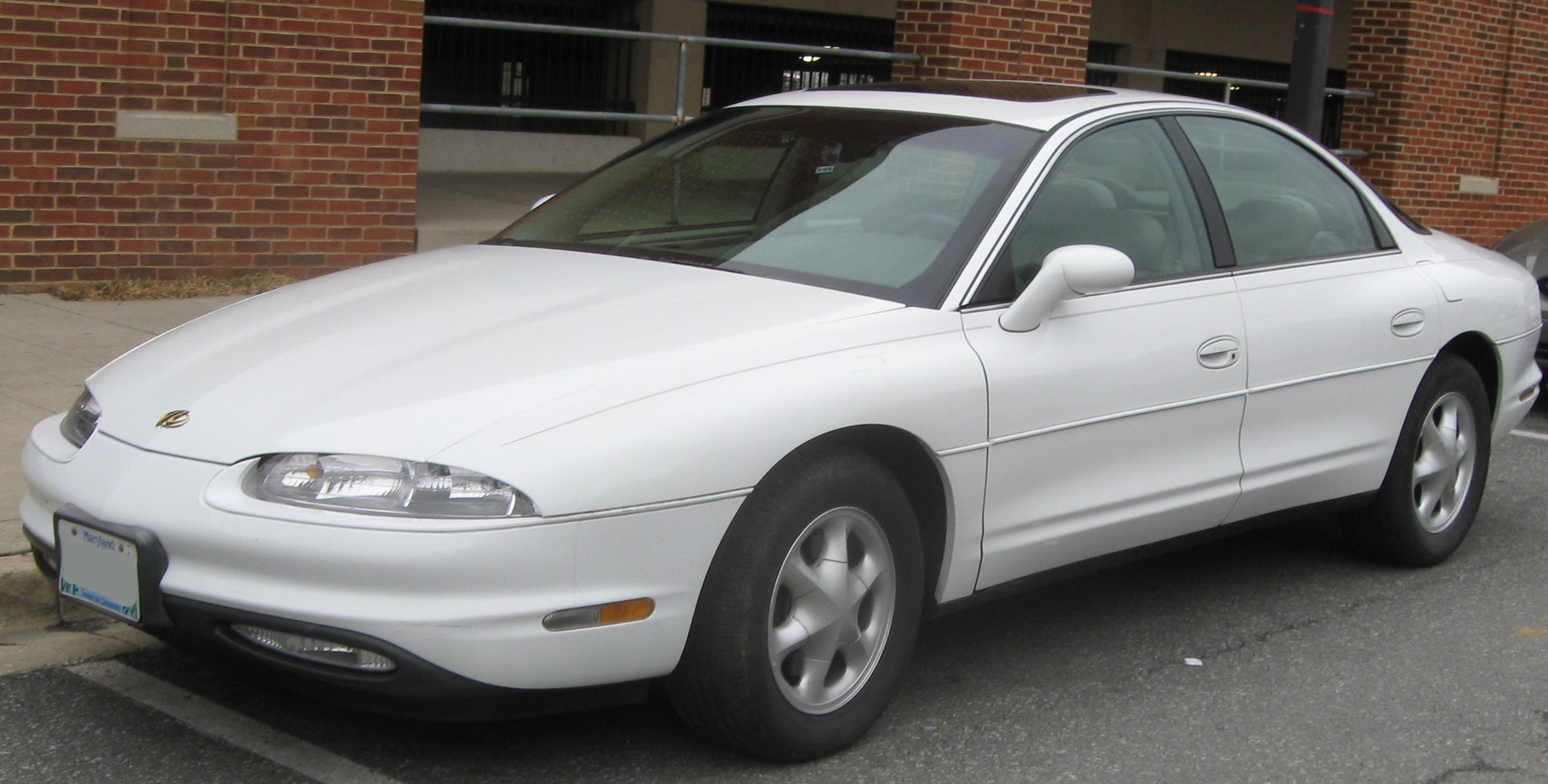
Oldsmobile Aurora I LX

Oldsmobile Aurora I została zaprezentowany po raz pierwszy w 1994 roku.
Zapowiedzią nowego pełnowymiarowego modelu Oldsmobile był prototyp Tube Car Concept, który został zaprezentowany w 1989 roku. Na początku lat 90. XX wieku rozpoczęto prace nad seryjną postacią, która miała uzupełnić lukę w gamie pełnowymiarowych modeli między 88 a 98.
Pierwsza generacja Oldsmobile Aurora uzyskała futurystyczne proporcje nadwozia, łącząc aerodynamiczne, obłe proporcje z licznymi zaokrągleniami i ostrymi liniami. Z przodu pojawiły się podłużne, ostro zarysowane reflektory, z kolei pas tylny zdobił szeroki pas świetlny.

### Wyposażenie
Pełne wyposażenie, komputer pokładowy, aluminiowe felgi, odbiornik radiowy z odtwarzaczem płyt kompaktowych i kasetowym. Podgrzewane przednie siedzenia jak i lusterka. Elektryczna regulacja siedzenia kierowcy z możliwością zapamiętania dwóch pozycji.

### Silnik
- V8 4.0l L47

### Dane techniczne
- 4.0 V8, 4 zawory na cylinder, DOHC
- Układ zasilania: wtrysk EFi
- Średnica cylindra × skok tłoka: 87,00 mm × 84,00 mm
- Stopień sprężania: 9,3:1
- Moc maksymalna: 253 KM 5600 obr./min
- Maksymalny moment obrotowy: 312 N•m przy 4400 obr./min
- Przyspieszenie 0-100 km/h: 8,0 s
- Prędkość maksymalna: 203 km/h

## Druga generacja

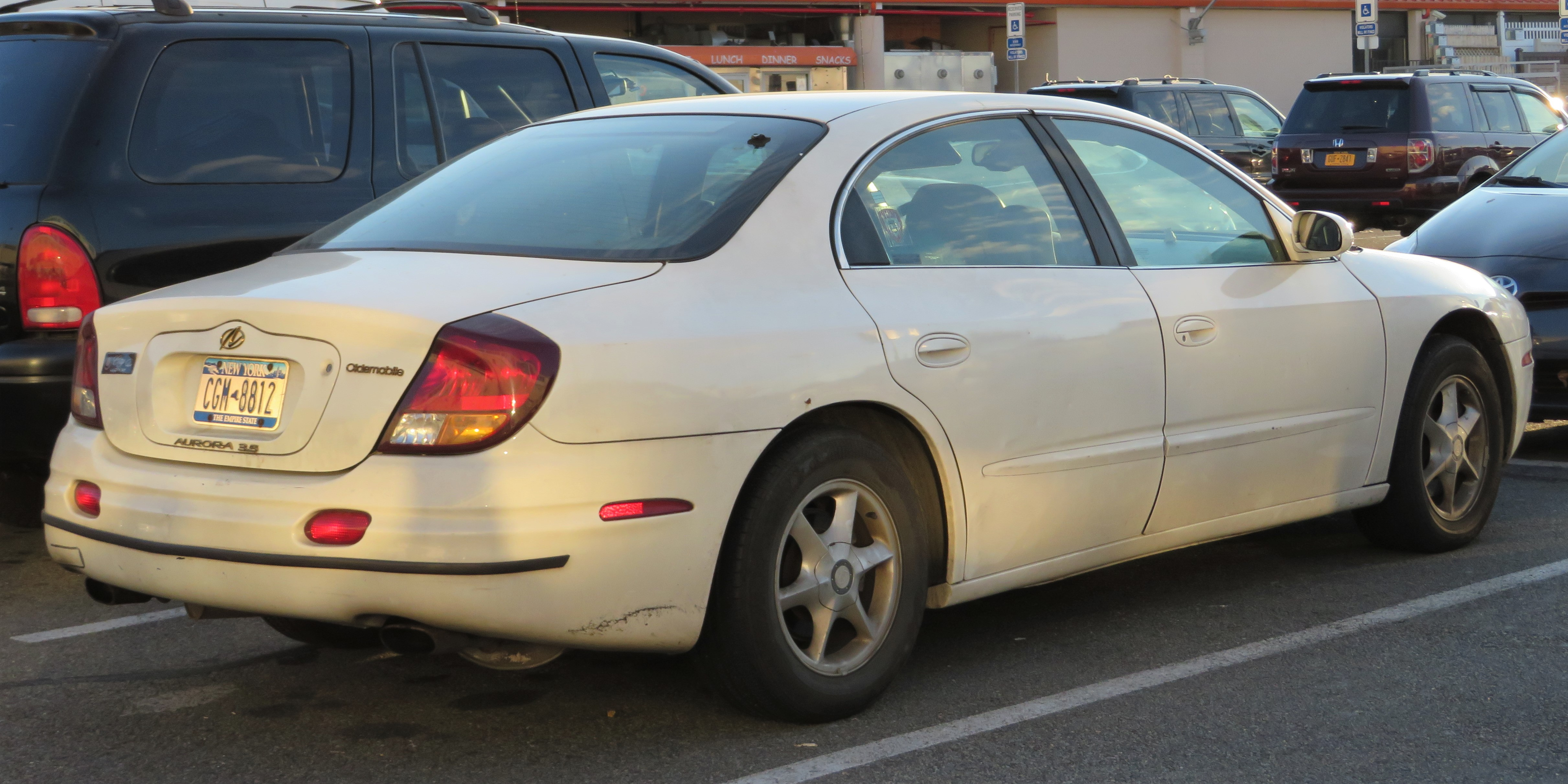
Oldsmobile Aurora II – tył

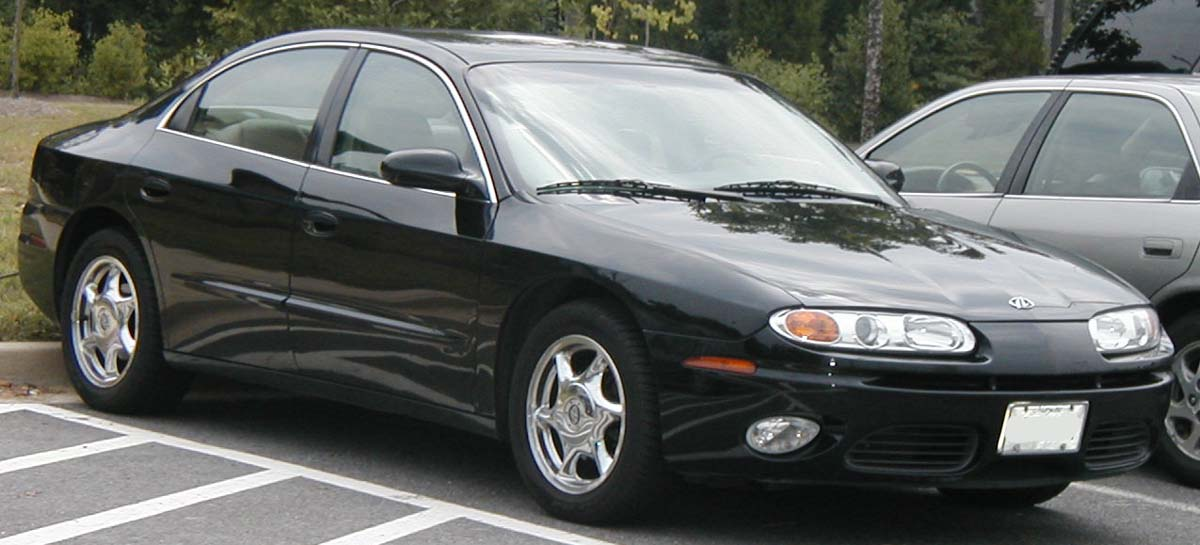
Oldsmobile Aurora II LS

Oldsmobile Aurora II została zaprezentowany po raz pierwszy w 1999 roku.
Druga generacja Oldsmobile Aurora powstała na zmodernizowanej platformie koncernu General Motors w bliskiej współpracy z firmami Buick i Pontiac. Tym razem model zastąpił w ofercie Oldsmobile także i oferowane dotychczas równolegle sedany 88 i 98, stając się jedynym topowym modelem w ofercie.
Tym razem Aurora wyróżniała się mniej awangardową stylizacją, zachowując masywniejszą stylizację i większe, owalne reflektory. Z tyłu pojawiły się z kolei klasyczne, dwuczęściowe reflektory, z kolei linia szyb została poprowadzona wyżej.
Produkcja Oldsmobile Aurora drugiej generacji zakończyła się w marcu 2003 roku, nie otrzymując bezpośredniego następcy.

### Silniki
- V8 4.0l L47

### Dane techniczne
- V8 4,0 l (3995 cm³), 4 zawory na cylinder, DOHC
- Układ zasilania: wtrysk EFi
- Średnica cylindra × skok tłoka: 87,00 mm × 84,00 mm
- Stopień sprężania: 10,3:1
- Moc maksymalna: 253 KM (186 kW) przy 5600 obr./min
- Maksymalny moment obrotowy: 353 N•m przy 4400 obr./min